# عقد 670
عقد 670 هو عقد امتد بين 1 يناير 670 و31 ديسمبر 679 بحسب التقويم الميلادي. سبقه عقد 660 ولحقه عقد 680.

## مواليد
- راجا داهر (679)
- شيلبيريك الثاني (673)
- يوحنا الدمشقي (676)
- عبد الله بن عبد الملك (677)
- سليمان بن عبد الملك (674)
- محمد بن علي بن عبد الله بن العباس (671)
- بيدا (672)
- ليو الثالث الإيساوري (675)
- رقية بنت الحسين (676)
- البابا زكريا (679)
- كلوفيس الرابع (677)

## وفيات
- الإمبراطور كوبون (672)
- عقبة بن عامر الجهني (678)
- فيتاليان (672)
- عائشة بنت أبي بكر (678)
- الأرقم بن أبي الأرقم (673)
- عبد الله بن عامر بن كريز (678)
- أبو مسعود البدري (679)
- عثمان بن أبي العاص (671)
- بيروز الثالث (679)
- جرير بن عبد الله البجلي (671)
- ميمونة بنت الحارث (674)

## كتب
- Yves Denis Papin (1998). Chronologie de l'histoire ancienne. Lieu de publication non identifié: Éditions Jean-paul Gisserot. ISBN:2-87747-346-5. OCLC:40746926. مؤرشف من الأصل في 2022-03-16.
- موسوعة حضارة العالم (2002) لأحمد محمد عوف.

## روابط خارجية
- تصفح سنة بسنة عقد 670 على موقع onthisday.com
- تصفح سنة بسنة عقد 670 ابتداءً من سنة عقد 670 على موقع المكتبة الوطنية الفرنسية